# 孟華
孟华（?—?），唐朝将领。
孟华开始在成德节度使李宝臣麾下为府官属，为人刚强不屈，同僚都不满他。王武俊斩杀李惟岳，派孟华至京师陈奏，唐德宗问河朔利害，孟华应对称旨，擢升为检校兵部郎中兼侍御史。朱滔与王武俊同谋为田悦解围，唐德宗诏命孟华回去晓谕，想要破坏他们的计划。孟华到达，责备王武俊：“安、史未灭时，大夫看他们的兵势，自称天下可取，今天怎么样？且陛下对大夫恩厚，给康中丞其他州，还给我深州、赵州。自古忠臣，没有不先大功而后得高官之人。大夫为什么因为损失地盘而怨恨呢？药物苦口利病，大夫之后想起来我的愚言，后悔无及！”有人说：“孟华入朝私奏利害情况，想要倾覆我们，以得显官。”王武俊信了，还是未忍夺其职，最终进援田悦。孟华跟他至临清，称病回到恒州。王武俊让儿子观察他，孟华阖门谢客。王武俊知孟华不足为忌，没有杀孟华之意。王武俊称赵王，授孟华礼部侍郎，孟华不肯接受，呕血而死。